# Fiumedinisi
Fiumedinisi (Šuminisi in siciliano) è un comune italiano di 1 341 abitanti della città metropolitana di Messina in Sicilia.

## Geografia fisica

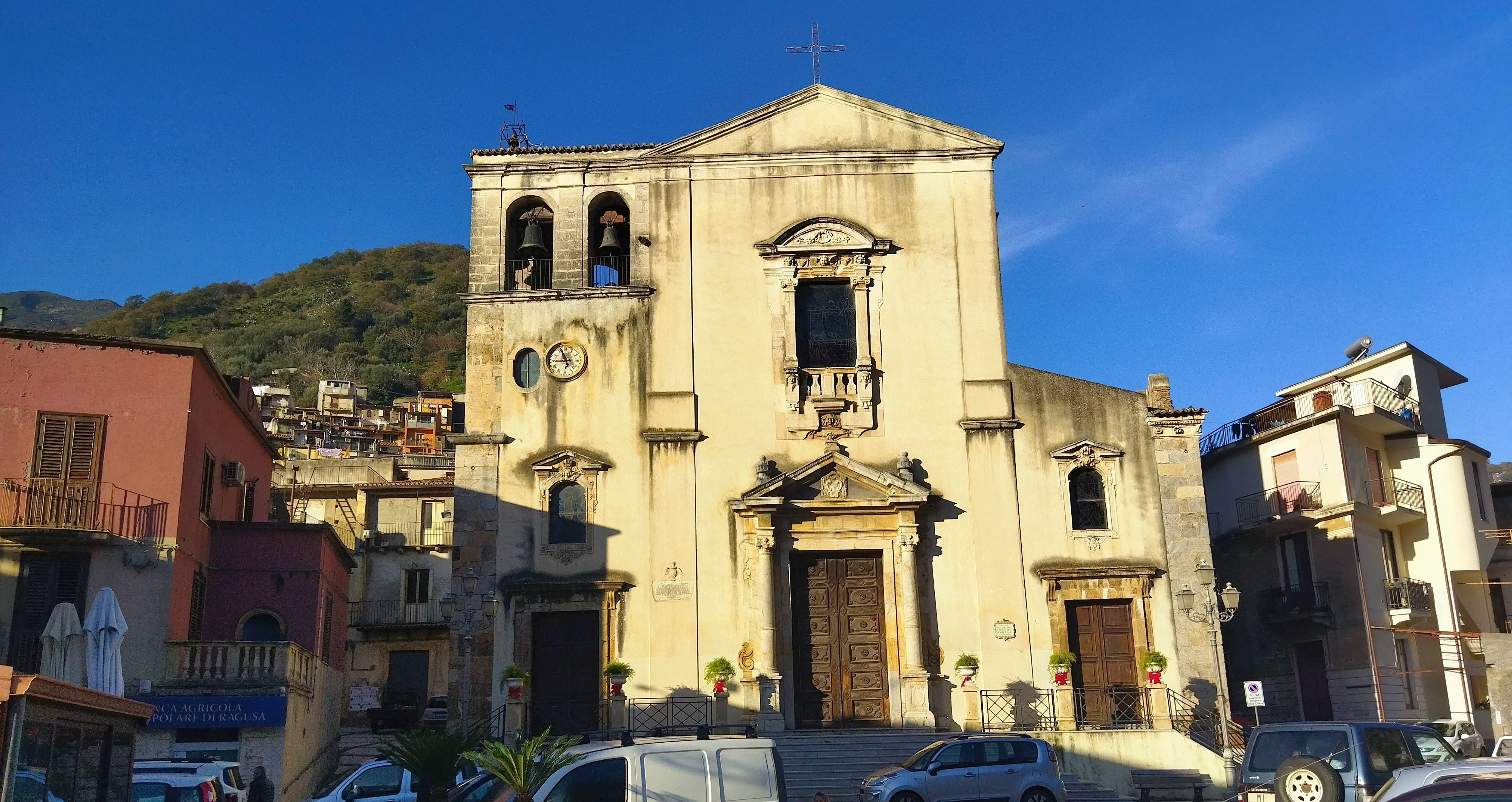
Santuario di Maria Santissima Annunziata, la chiesa madre di Fiumedinisi

Fiumedinisi sorge nella omonima valle, sul lato orientale dei monti Peloritani. Il territorio comunale si estende su una superficie di circa 36 km². Il centro urbano si trova sulla sponda destra del torrente Fiumedinisi, a 190 metri sul livello del mare e distante 5 chilometri dalla costa ionica, circondato da alcune delle più alte cime peloritane: il Pizzo Poverello, il Monte Scuderi, il Pizzo Croce, il Pizzo Cavallo e il Pizzo di Frinzi.

## Storia
La fondazione di Fiumedinisi viene fatta risalire al VII secolo a.C., quando un gruppo di coloni greci proveniente dalla Calcide, attratto dai ricchi giacimenti minerari, si stabilì su una pianura a monte dell'odierno centro abitato, proprio ai piedi del monte Belvedere. Il sito doveva essere già popolato dai Siculi. Fu così fondata la colonia di Nisa (il nome riflette una venerazione del dio greco Dioniso da parte dei fondatori) e al fiume del posto fu dato il nome di "Chrysorhoas" (Aurea Corrente).
Sulla cima del Monte Belvedere, secondo antica tradizione, gli antichi abitanti di Nisa edificarono un tempio dedicato al dio greco Dioniso. Nel 428 a.C., durante la Guerra del Peloponneso la città fu assediata dagli ateniesi, ma i sicelioti nisani e i loro alleati siracusani riuscirono a resistere all'assedio e a respingere gli invasori.
Testimonianze archeologiche inducono a pensare che Nisa fosse attiva in epoca romana, con l'attività estrattiva e l'agricoltura.
Con la nascita del Regno di Sicilia il centro abitato fu trasferito presso l'attuale sede con il nome di Flumen Dionisyi. Nel 1197, la valle del Nisi fu teatro della morte dell'imperatore e re di Sicilia Enrico I, padre di Federico II. Nel 1392, su iniziativa del Re Martino I di Sicilia, Fiumedinisi divenne feudo della famiglia Romano Colonna e conobbe un periodo di ampio splendore.
Durante la rivolta antispagnola di Messina del 1674-78 Fiumedinisi fu uno dei centri rimasti fedeli alla Corona spagnola, che vi trasferì il conio druvidiale monetario, subendo però devastazioni e violenze da parte dei messinesi. La ricostruzione avvenne per opera del Re Carlo III di Sicilia, il quale espresse la sua "reale gratitudine" a Fiumedinisi con un messaggio ancora oggi leggibile su una lapide posta sul prospetto principale della chiesa Matrice.
Fiumedinisi fu pesantemente colpito dalla epidemia di peste del 1743 e profondamente devastato dalla tremenda alluvione del 1855 la quale causò la perdita o il danneggiamento di importanti strutture produttive tra le quali la fabbrica di Mussola, la fonderia e lo stabilimento di lavorazione cartacea. Fino agli inizi degli anni '60 dello scorso secolo a Fiumedinisi era ancora attiva l'estrazione mineraria, specialmente nei giacimenti di contrada San Carlo-Mabmisisì.

### Simboli
Lo stemma e il gonfalone sono stati concessi con decreto del presidente della Repubblica n. 1479 del 22 ottobre 1987.
Il gonfalone è un drappo di azzurro.

## Monumenti e luoghi d'interesse

### Architetture militari
- Castello Belvedere (castello normanno, XI-XII secolo)

### Architetture religiose
- Santuario Maria Santissima Annunziata, chiesa madre (XII secolo)
- Chiesa di San Pietro (XI-XII secolo)
- Chiesa di San Nicola di Bari
- Chiesa della Beata Vergine del Carmine (1769)
- Chiesa Madonna delle Grazie al cimitero (XVII secolo)
- Chiesa di Sant'Anna o Nunziatella (XII secolo)
- Chiesa di Sant'Antonio Abate, costruzione rurale in contrada Motta (1660)
- Chiesa della Santissima Trinità e ruderi del convento carmelitano della Santissima Trinità

## Società

### Evoluzione demografica
Abitanti censiti

## Amministrazione
Di seguito è presentata una tabella relativa alle amministrazioni che si sono succedute in questo comune.
| Periodo        | Periodo        | Primo cittadino             | Partito                      | Carica              | Note  |
| -------------- | -------------- | --------------------------- | ---------------------------- | ------------------- | ----- |
| 21 agosto 1987 | 25 agosto 1989 | Gino Totaro                 | Democrazia Cristiana         | Sindaco             | [ 7 ] |
| 25 agosto 1989 | 22 maggio 1990 | Giuseppe Carbone            | Democrazia Cristiana         | Sindaco             | [ 7 ] |
| 22 maggio 1990 | 15 luglio 1992 | Francesco Coglitore         | Democrazia Cristiana         | Sindaco             | [ 7 ] |
| 15 luglio 1992 | 14 giugno 1994 | Gino Totaro                 | Democrazia Cristiana         | Sindaco             | [ 7 ] |
| 14 giugno 1994 | 25 maggio 1998 | Francesco Coglitore         | Centro Cristiano Democratico | Sindaco             | [ 7 ] |
| 25 maggio 1998 | 27 maggio 2003 | Gino Totaro                 | lista civica                 | Sindaco             | [ 7 ] |
| 27 maggio 2003 | 17 giugno 2008 | Cateno De Luca              | lista civica                 | Sindaco             | [ 7 ] |
| 17 giugno 2008 | 1º luglio 2011 | Cateno De Luca              | lista civica                 | Sindaco             | [ 7 ] |
| 14 luglio 2011 | 8 maggio 2012  | Michelangelo Lo Monaco      |                              | Comm. straordinario | [ 7 ] |
| 8 maggio 2012  | 11 giugno 2017 | Alessandro Rasconà          |                              | Sindaco             | [ 7 ] |
| 12 giugno 2017 | 13 giugno 2022 | Giovanni Sebastiano De Luca |                              | Sindaco             | [ 7 ] |

### Altre informazioni amministrative
Il comune di Fiumedinisi fa parte delle seguenti organizzazioni sovracomunali: regione agraria n. 6 (Montagna litoranea dei Peloritani).

## Sport

### Calcio
La società calcistica è il Fiumedinisi, che milita nel campionato di Prima Categoria Sicilia.